# Lill-Mörttjärnet, Värmland
Lill-Mörttjärnet är en sjö i Arvika kommun i Värmland och ingår i Göta älvs huvudavrinningsområde.